# James Clark McReynolds
James Clark McReynolds (Elkton, 3 febbraio 1862 – Washington, 24 agosto 1946) è stato un politico e avvocato statunitense.

## Biografia
Fu il 49º procuratore generale degli Stati Uniti sotto il presidente degli Stati Uniti d'America Thomas Woodrow Wilson (28º presidente).
Nato nello Stato del Kentucky, studiò all'università Vanderbilt, fra gli incarichi ricoperti quello di segretario del senatore Howell Edmunds Jackson. Fu inoltre giudice associato della Corte Suprema degli Stati Uniti dove fu artefice di molti giudizi importanti fra cui il caso Stati Uniti contro Miller.
Alla sua morte il corpo venne sepolto all'Elkton Cemetery a Elkton.